# Stefan Hartmann (Politiker)

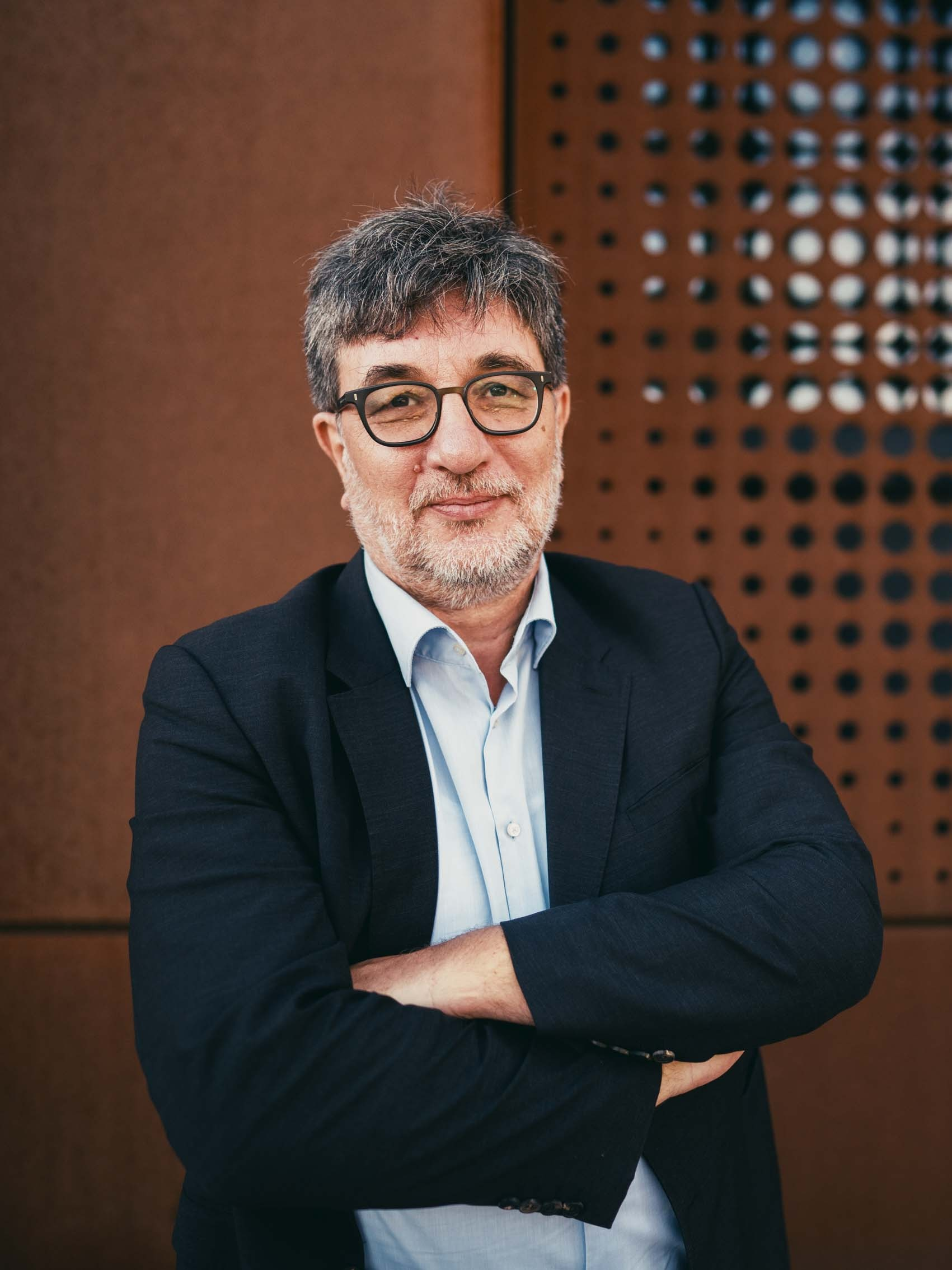
Stefan Hartmann (2023)

Stefan Hartmann (* 30. März 1968 in Erfurt) ist ein deutscher Politiker und Landtagsabgeordneter der Partei Die Linke. Von 2019 bis 2025 führte er als Landesvorsitzender gemeinsam mit Susanne Schaper die Partei Die Linke in Sachsen.

## Leben
Stefan Hartmann wurde in Erfurt geboren. Er begann 1989 zunächst Philosophie in Leipzig zu studieren und wechselte dann jedoch zu Religionswissenschaften. Hartmann bezeichnet die Wendezeit als prägende Zeit, in der er „von der Hand in den Mund“ gelebt habe und unter anderem als Nachtwächter gearbeitet hat. Bis zu seinem Einzug in den Sächsischen Landtag arbeitete er als wissenschaftlicher Mitarbeiter des Bundestagsabgeordneten Dietmar Bartsch.
Hartmann lebt in Leipzig, hat zwei Kinder und ist der Politikerin Susanna Karawanskij verheiratet.

## Politik
Hartmann trat 1986 in die SED ein. 1989 beteiligte er sich an der Gründung der Jugendvereinigung „Junge Linke“. 1999 wurde er für die PDS in den Stadtrat der Stadt Leipzig gewählt, wo er bis 2004 die Themen Beschäftigungspolitik und Bürgerbeteiligung bearbeitete. Anschließend brachte er sich im Landesverband Sachsen der Partei Die Linke in verschiedenen Funktionen ein, unter anderem ab 2007 im Landesvorstand.
Im November 2019 wurde Hartmann gemeinsam mit Susanne Schaper zum Landesvorsitzenden von Die Linke Sachsen gewählt. Beim Parteitag der sächsischen Linken im Juni 2025 kandidierte er nicht erneut für den Vorsitz. 2021 kandidierte er zur Bundestagswahl für Die Linke im Wahlkreis Mittelsachsen und erzielte 8,3 % der Erststimmen.
Im November 2023 wurde er gemeinsam mit Susanne Schaper als Spitzenduo der sächsischen Linken zur Landtagswahl 2024 nominiert. Im April 2024 wählte ihn Die Linke mit 87 % auf Platz 2 der Landesliste zur Landtagswahl. Er kandidierte zudem als Direktkandidat im Wahlkreis 39 – Meißen 3. Bei der  Landtagswahl in Sachsen 2024 zog er schließlich über die Landesliste in den Sächsischen Landtag ein.
Am 24. September 2024 wurde er zum stellvertretenden Fraktionsvorsitzenden der Fraktion Die Linke im Sächsischen Landtag gewählt.
Zu Hartmanns politischen Schwerpunkten zählen nach eigener Aussage Wirtschafts- und Industriepolitik, der Kampf gegen Kinder- und Familienarmut sowie der Einsatz für eine Vermögenssteuer.